# Joaquín Flamini
Joaquín Flammini (7 de diciembre de 2000), es un actor argentino conocido por sus actuaciones en El puntero y Solamente vos.

## Carrera
Comenzó en el mundo del espectáculos haciendo publicidades. En el 2010 debuta en la televisión en la novela Impostores. Ese mismo año interpretó a Lucas en la telenovela Caín y Abel emitida por telefe.
Un año más tarde (2011), salta a la fama al interpretar al hijo de Gabriela Toscano en El Puntero. En el 2012 es parte del cortometraje Puertas adentro.
En el 2013 interpretó a Eugenio Cousteau en la telenovela Solamente vos, protagonizada por Adrián Suar y Natalia Oreiro. Ese mismo año junto a Angela Torres realizó un cover de la canción Loco tu forma ser, de Los auténticos decadentes. Al año siguiente (2014) interpretó a Aquiles Suárez, el hijo del personaje de Leticia Bredice en Mis amigos de siempre.
En el 2016, interpreta a Facundo en la novela emitida por Telefe,  La Leona y ese mismo año participa en nueve capítulos de Polémica en el bar. Además, ese mismo año debuta en la pantalla grande con la película Inseparables, protagonizada por Oscar Martínez y Rodrigo de la Serna.
Es convocado por Pol-ka para formar parte del elenco protagónico de la telenovela Argentina, tierra de amor y venganza, volviendo así a la pantalla del trece.

## Televisión
| Año  | Título                               | Canal               | Personaje/ Rol               |
| ---- | ------------------------------------ | ------------------- | ---------------------------- |
| 2010 | Impostores                           | FX                  | Jonathan                     |
| 2010 | Caín y Abel                          | Telefe              | Lucas                        |
| 2011 | El Puntero                           | Canal 13            | Francisquito                 |
| 2013 | Solamente vos                        | Canal 13            | Eugenio Cousteau             |
| 2014 | Mis amigos de siempre                | Canal 13            | Aquiles Suárez               |
| 2016 | La Leona                             | Telefe              | Facundo Leone                |
| 2016 | Polémica en el bar                   | Telefe              | Él mismo/humorista'          |
| 2018 | Cien días para enamorarse            | Telefe              | Gastón Guevara (adolescente) |
| 2019 | Argentina, tierra de amor y venganza | Canal 13            | Nino                         |
| 2022 | A todo ritmo                         | UnifeTV (Argentina) | Conductor                    |

## Cine
| Año  | Título          | Personaje    | Director         |
| ---- | --------------- | ------------ | ---------------- |
| 2012 | Puertas adentro | Manuel       |                  |
| 2016 | Inseparables    | Javier       | Marcos Carnevale |
| 2018 | Animal          | Tomás Decoud | Armando Bó Jr.   |